# Floorball Champions Cup 2020
Der IFF Floorball Champions Cup 2020 war die neunte Spielzeit unter dieser Bezeichnung und die 27. insgesamt. Das Turnier wurde in Ostrava, Tschechien, gespielt. Es nahmen die vier Meister der Top Vier Nationen teil.

## Teilnehmer
| - SC Classic (Meister der Salibandyliiga 2018/19) - Storvreta IBK (Meister der Svenska Superligan 2018/19) - SV Wiler-Ersigen (Meister der Nationalliga A 2018/19) - 1. SC TEMPISH Vítkovice (Meister der Tipsport Superliga 2018/19) | - Täby FC IBK (Meister der Svenska Superligan 2018/19) - SB-Pro Nurmijärvi (Meister der Salibandyliiga 2018/19) - UHC Kloten-Dietlikon Jets (Meister der Nationalliga A 2018/19) - 1. SC TEMPISH Vítkovice (Meister der Extraliga 2018/19) |

## Männer

### Halbfinale
| 11. Januar 2020 16:30 Uhr |  | Storvreta IBK | 11:1 (3:0, 5:0, 3:1) Spielbericht | 1. SC TEMPISH Vítkovice | RT Torax Arena, Ostrava Zuschauer: 2.661 |

| 11. Januar 2020 19:30 Uhr |  | SC Classic | 7:10 (0:1, 2:3, 5:6) Spielbericht | SV Wiler-Ersigen | RT Torax Arena, Ostrava Zuschauer: 1.470 |

### Finale
| 12. Januar 2020 19:00 Uhr |  | Storvreta IBK 5. Simon Götz (Tobias Gustafsson) 1:0 8. Albin Sjögren (Hampus Ahrén) 2:0 10. Alexander Rudd (Robin Nilsberth) 3:0 44. Victor Andersson (Alexander Rudd) 4:4 48. Albin Sjögren (Hampus Ahrén) 5:4 51. Jimmie Pettersson (Henrik Stenberg) 6:4 52. Albin Sjögren (Niklas Winroth) 7:4 56. Fredrik Lindholm (Jimmie Pettersson) 8:4 58. Simon Götz (Alexander Rudd) 9:4 58. Hampus Ahrén (Albin Sjögren) 10:4 en. | 10:4 (3:3, 0:1, 7:0) Spielbericht | SV Wiler-Ersigen 10. Nicola Bischofberger (Philipp Affolter) 3:1 16. Krister Savonen (Philipp Affolter) 3:2 18. Joonas Pylsy (Michal Dudovic) 3:3 pp. 32. Matthias Hofbauer (Marco Louis) 3:4 | RT Torax Arena, Ostrava Zuschauer: 1.670 |

## Frauen

### Halbfinale
| 11. Januar 2020 10:30 Uhr |  | SB-Pro Nurmijärvi | 3:9 (0:2, 1:3, 2:4) Spielbericht | UHC Kloten-Dietlikon Jets | RT Torax Arena, Ostrava Zuschauer: 716 |

| 11. Januar 2020 13:30 Uhr |  | Täby FC IBK | 6:3 (1:2, 1:0, 4:1) Spielbericht | 1. SC TEMPISH Vítkovice | RT Torax Arena, Ostrava Zuschauer: 1.623 |

### Finale
| 12. Januar 2020 16:00 Uhr |  | UHC Kloten-Dietlikon Jets 11. Tanja Stella 1:0 29. Isabelle Gerig (Alice Granstedt) 2:2 29. Hana Konickova 3:2 | 3:10 (1:2, 2:2, 0:6) Spielbericht | Täby FC IBK 15. Lisa Carlsson (Julia Croneld) 1:1 18. Matilda Sjödin (Agnes Wiklund) 1:2 34. Jenna Taivaloja (Lisa Carlsson) 3:3 40. Julia Croneld (Ranja Varli) 3:4 43. Lisa Carlsson (Moa Tschöp) 3:5 44. Julia Croneld (Lisa Carlsson) 3:6 48. Jenna Taivaloja (Agnes Wiklund) 3:7 54. Anna Peterzén (Matilda Sjodin) 3:8 shen. 55. Jenna Taivaloja (Lisa Carlsson) 3:9 60. Matilda Sjodin (Agnes Wiklund) 3:10 pp. | RT Torax Arena, Ostrava Zuschauer: 1.103 |